# ایویکا واستیچ
ایویکا واستیچ (آلمانی: Ivica Vastić؛ زادهٔ ۲۹ سپتامبر ۱۹۶۹) بازیکن فوتبال بازنشستهٔ اهل اتریش متولد کرواسی است.
وی همچنین در تیم ملی فوتبال اتریش بازی کرده‌است.